# Neolokia celtiana
Neolokia celtiana är en insektsart som först beskrevs av Thapa 1984.  Neolokia celtiana ingår i släktet Neolokia och familjen dvärgstritar.
Artens utbredningsområde är Nepal. Inga underarter finns listade i Catalogue of Life.